# Deutsches Currywurst Museum Berlin

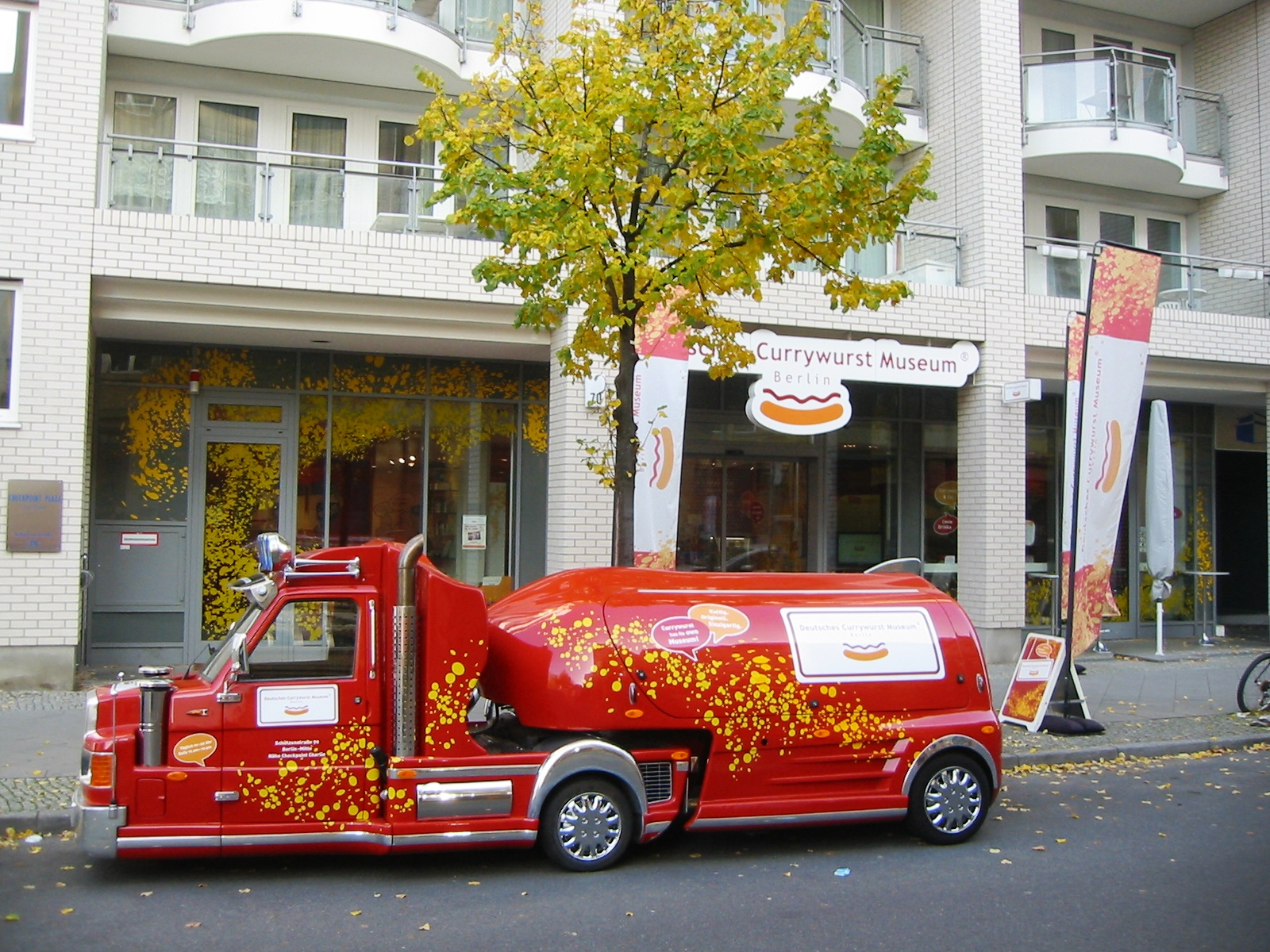
Deutsches Currywurst Museum in Berlin-Mitte

Das Deutsche Currywurst Museum Berlin befand sich in der Schützenstraße 70 im Berliner Ortsteil Mitte. Es war das deutschlandweit erste Museum, das sich mit seinem Themenschwerpunkt der Currywurst widmete.

## Geschichte
Die Idee zu dem Museum soll dem Initiator Martin Löwer 2006 bei einem Besuch eines Yamswurzel-Museums in Jamaika gekommen sein. Drei Jahre später konnte er mit Hilfe von 20 privaten Geldgebern die erforderlichen fünf Millionen Euro aufbringen. Die Eröffnung des Museums erfolgte am 15. August 2009. Die Einrichtung zeigte die „einzigartige Geschichte des deutschen Kulturguts Currywurst“.
Am 21. Dezember 2018 musste das Museum jedoch wieder geschlossen werden. Bis zu seiner Schließung hatte das Museum knapp eine Million Besucher.

## Themengebiete

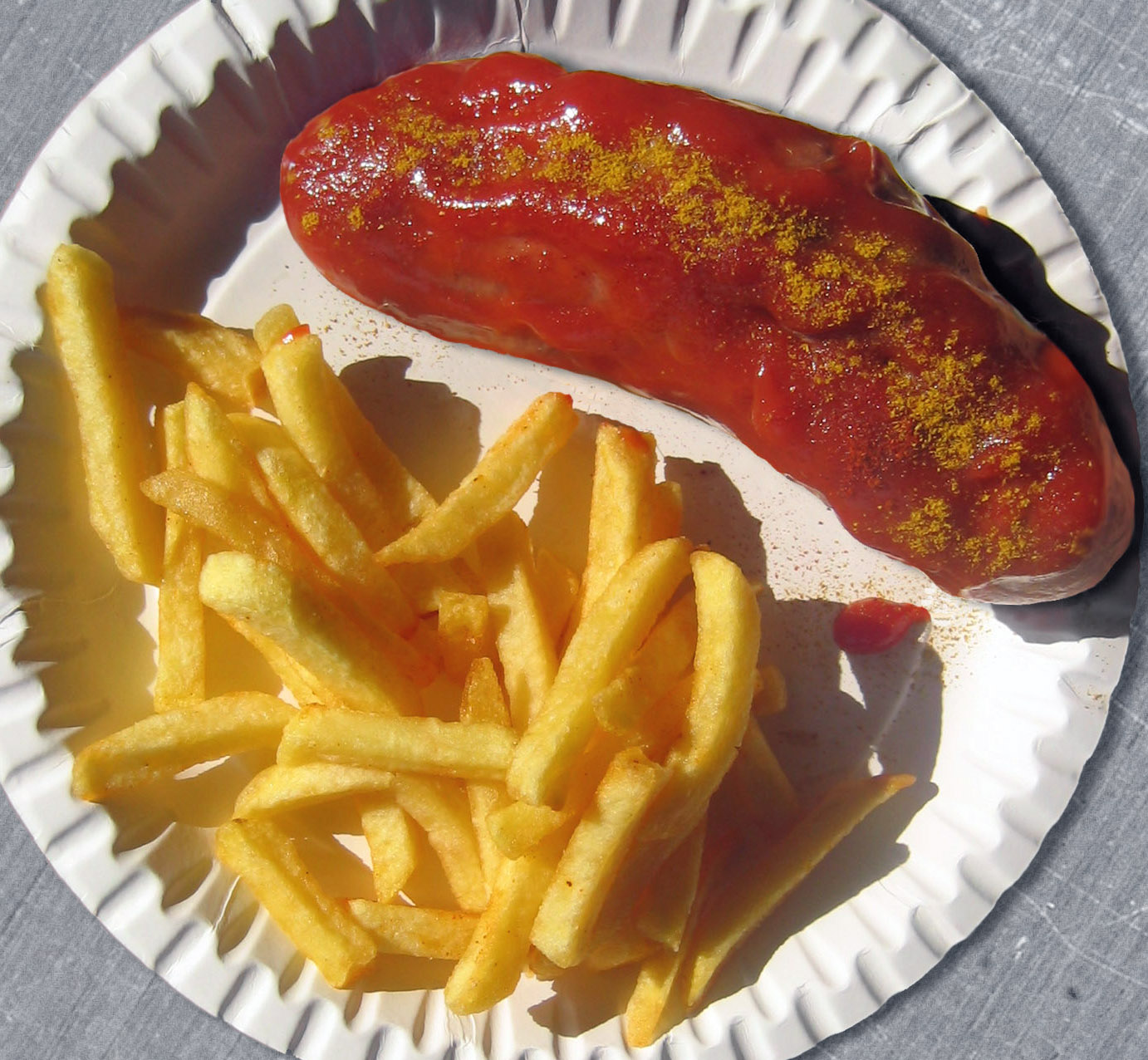
Currywurst mit Pommes frites

Das Museum war in fünf Themengebiete aufgeteilt:
- Budenzauber & Imbisskultur: Die Besucher konnten einen Nachbau einer Imbissbude betreten und aus der Perspektive eines Verkäufers in das Museum schauen. Eine Karte Berlins zeigte die Lage bekannter Currywurst-Buden, wie beispielsweise „Curry 36“ oder „Konnopke’s Imbiß“. Auf einer Weltkarte konnte die globale Verbreitung der Currywurst nachvollzogen werden.
- Zutaten & Gewürze: In einer Gewürzkammer wurden die unterschiedlichen Zutaten des Currypulvers ausgestellt und ihre Herkunft erläutert.
- Geschichte & Legende: Ein separater Raum war Herta Heuwer gewidmet, die als Erfinderin der Currywurst gilt.
- Ökologie & Fastfood: Im hinteren Bereich des Museums wurde der Herstellungsprozess einer Pappschachtel für Currywurst gezeigt. Ein Zeitstrahl gab exemplarisch Aufschluss darüber, wie sich die Essgewohnheiten in den letzten 5000 Jahren entwickelt haben.
- Kino & TV: Gezeigt wurden Szenen aus bekannten TV-Serien, wie beispielsweise Drei Damen vom Grill oder aus dem Tatort, in denen die Currywurst vorkam. In einem abgetrennten Bereich wurde der amerikanische Kurzfilm Best of the Wurst von Grace Lee gezeigt.

## Auszeichnungen
- One Show Design Award: Silver Pencil[5]
- Art Directors Club: Auszeichnung in den Kategorien „Kommunikation im Raum“ und „Environmental Design“[6]
- DDC-Preis: Silberpreis „Gute Gestaltung 11“[7]
- iF Industrie Forum Design: „iF communication design award“[8]